# Leonid Kubbel
Leonid Ivanovič Kubbel (rusky Леонид Иванович Куббель; konec 1891 nebo začátek 1892, Petrohrad – 18. dubna 1942, tamtéž) byl ruský skladatel šachových studií a problémů.
Byl pokřtěn jako Karl Artur Leonid, ale jeho jméno bylo po revoluci v říjnu 1917 změněno na Leonid Ivanovič.
Vytvořil více než 1500 koncovkových studií či dalších problémů šachové koncovky, z nichž mnohé získaly první ceny za jejich krásu a originálitu. Je obecně považován za jednoho z největších ze všech skladatelů studií šachové koncovky. Profesí byl chemický inženýr.
Jeho bratři, Arvid a Jevgenij, byli také šachisty. Arvid Kubbel hrál na prvních čtyřech šachových šampionátech SSSR, zatímco Jevgenij byl skladatelem koncovek. Leonid i Jevgenij zemřeli z hladu v roce 1942 během nacistického obléhání Leningradu, zatímco Arvid byl popraven NKVD v roce 1938.

## Ukázka šachové studie Leonida Kubbela
Následující studie je jedno z Kubbelových mistrovských děl. Černý pěšec patrně nemůže být zastaven a projde tak na prvním řadu a bílý by měl pak jistě prohranou partii; s důvtipným plánem se však bílý vyhne porážce a zmatuje černého krále. Video analýzu této studie lze nalézt zde na YouTube . 
|   | a | b | c | d | e | f | g | h |   |
| 8 | b8 bílý jezdec · a6 bílý král · d5 černý král · d4 černý pěšec · h4 bílý střelec · a3 černý pěšec · c2 bílý pěšec · d2 bílý pěšec | b8 bílý jezdec · a6 bílý král · d5 černý král · d4 černý pěšec · h4 bílý střelec · a3 černý pěšec · c2 bílý pěšec · d2 bílý pěšec | b8 bílý jezdec · a6 bílý král · d5 černý král · d4 černý pěšec · h4 bílý střelec · a3 černý pěšec · c2 bílý pěšec · d2 bílý pěšec | b8 bílý jezdec · a6 bílý král · d5 černý král · d4 černý pěšec · h4 bílý střelec · a3 černý pěšec · c2 bílý pěšec · d2 bílý pěšec | b8 bílý jezdec · a6 bílý král · d5 černý král · d4 černý pěšec · h4 bílý střelec · a3 černý pěšec · c2 bílý pěšec · d2 bílý pěšec | b8 bílý jezdec · a6 bílý král · d5 černý král · d4 černý pěšec · h4 bílý střelec · a3 černý pěšec · c2 bílý pěšec · d2 bílý pěšec | b8 bílý jezdec · a6 bílý král · d5 černý král · d4 černý pěšec · h4 bílý střelec · a3 černý pěšec · c2 bílý pěšec · d2 bílý pěšec | b8 bílý jezdec · a6 bílý král · d5 černý král · d4 černý pěšec · h4 bílý střelec · a3 černý pěšec · c2 bílý pěšec · d2 bílý pěšec | 8 |
| 7 | b8 bílý jezdec · a6 bílý král · d5 černý král · d4 černý pěšec · h4 bílý střelec · a3 černý pěšec · c2 bílý pěšec · d2 bílý pěšec | b8 bílý jezdec · a6 bílý král · d5 černý král · d4 černý pěšec · h4 bílý střelec · a3 černý pěšec · c2 bílý pěšec · d2 bílý pěšec | b8 bílý jezdec · a6 bílý král · d5 černý král · d4 černý pěšec · h4 bílý střelec · a3 černý pěšec · c2 bílý pěšec · d2 bílý pěšec | b8 bílý jezdec · a6 bílý král · d5 černý král · d4 černý pěšec · h4 bílý střelec · a3 černý pěšec · c2 bílý pěšec · d2 bílý pěšec | b8 bílý jezdec · a6 bílý král · d5 černý král · d4 černý pěšec · h4 bílý střelec · a3 černý pěšec · c2 bílý pěšec · d2 bílý pěšec | b8 bílý jezdec · a6 bílý král · d5 černý král · d4 černý pěšec · h4 bílý střelec · a3 černý pěšec · c2 bílý pěšec · d2 bílý pěšec | b8 bílý jezdec · a6 bílý král · d5 černý král · d4 černý pěšec · h4 bílý střelec · a3 černý pěšec · c2 bílý pěšec · d2 bílý pěšec | b8 bílý jezdec · a6 bílý král · d5 černý král · d4 černý pěšec · h4 bílý střelec · a3 černý pěšec · c2 bílý pěšec · d2 bílý pěšec | 7 |
| 6 | b8 bílý jezdec · a6 bílý král · d5 černý král · d4 černý pěšec · h4 bílý střelec · a3 černý pěšec · c2 bílý pěšec · d2 bílý pěšec | b8 bílý jezdec · a6 bílý král · d5 černý král · d4 černý pěšec · h4 bílý střelec · a3 černý pěšec · c2 bílý pěšec · d2 bílý pěšec | b8 bílý jezdec · a6 bílý král · d5 černý král · d4 černý pěšec · h4 bílý střelec · a3 černý pěšec · c2 bílý pěšec · d2 bílý pěšec | b8 bílý jezdec · a6 bílý král · d5 černý král · d4 černý pěšec · h4 bílý střelec · a3 černý pěšec · c2 bílý pěšec · d2 bílý pěšec | b8 bílý jezdec · a6 bílý král · d5 černý král · d4 černý pěšec · h4 bílý střelec · a3 černý pěšec · c2 bílý pěšec · d2 bílý pěšec | b8 bílý jezdec · a6 bílý král · d5 černý král · d4 černý pěšec · h4 bílý střelec · a3 černý pěšec · c2 bílý pěšec · d2 bílý pěšec | b8 bílý jezdec · a6 bílý král · d5 černý král · d4 černý pěšec · h4 bílý střelec · a3 černý pěšec · c2 bílý pěšec · d2 bílý pěšec | b8 bílý jezdec · a6 bílý král · d5 černý král · d4 černý pěšec · h4 bílý střelec · a3 černý pěšec · c2 bílý pěšec · d2 bílý pěšec | 6 |
| 5 | b8 bílý jezdec · a6 bílý král · d5 černý král · d4 černý pěšec · h4 bílý střelec · a3 černý pěšec · c2 bílý pěšec · d2 bílý pěšec | b8 bílý jezdec · a6 bílý král · d5 černý král · d4 černý pěšec · h4 bílý střelec · a3 černý pěšec · c2 bílý pěšec · d2 bílý pěšec | b8 bílý jezdec · a6 bílý král · d5 černý král · d4 černý pěšec · h4 bílý střelec · a3 černý pěšec · c2 bílý pěšec · d2 bílý pěšec | b8 bílý jezdec · a6 bílý král · d5 černý král · d4 černý pěšec · h4 bílý střelec · a3 černý pěšec · c2 bílý pěšec · d2 bílý pěšec | b8 bílý jezdec · a6 bílý král · d5 černý král · d4 černý pěšec · h4 bílý střelec · a3 černý pěšec · c2 bílý pěšec · d2 bílý pěšec | b8 bílý jezdec · a6 bílý král · d5 černý král · d4 černý pěšec · h4 bílý střelec · a3 černý pěšec · c2 bílý pěšec · d2 bílý pěšec | b8 bílý jezdec · a6 bílý král · d5 černý král · d4 černý pěšec · h4 bílý střelec · a3 černý pěšec · c2 bílý pěšec · d2 bílý pěšec | b8 bílý jezdec · a6 bílý král · d5 černý král · d4 černý pěšec · h4 bílý střelec · a3 černý pěšec · c2 bílý pěšec · d2 bílý pěšec | 5 |
| 4 | b8 bílý jezdec · a6 bílý král · d5 černý král · d4 černý pěšec · h4 bílý střelec · a3 černý pěšec · c2 bílý pěšec · d2 bílý pěšec | b8 bílý jezdec · a6 bílý král · d5 černý král · d4 černý pěšec · h4 bílý střelec · a3 černý pěšec · c2 bílý pěšec · d2 bílý pěšec | b8 bílý jezdec · a6 bílý král · d5 černý král · d4 černý pěšec · h4 bílý střelec · a3 černý pěšec · c2 bílý pěšec · d2 bílý pěšec | b8 bílý jezdec · a6 bílý král · d5 černý král · d4 černý pěšec · h4 bílý střelec · a3 černý pěšec · c2 bílý pěšec · d2 bílý pěšec | b8 bílý jezdec · a6 bílý král · d5 černý král · d4 černý pěšec · h4 bílý střelec · a3 černý pěšec · c2 bílý pěšec · d2 bílý pěšec | b8 bílý jezdec · a6 bílý král · d5 černý král · d4 černý pěšec · h4 bílý střelec · a3 černý pěšec · c2 bílý pěšec · d2 bílý pěšec | b8 bílý jezdec · a6 bílý král · d5 černý král · d4 černý pěšec · h4 bílý střelec · a3 černý pěšec · c2 bílý pěšec · d2 bílý pěšec | b8 bílý jezdec · a6 bílý král · d5 černý král · d4 černý pěšec · h4 bílý střelec · a3 černý pěšec · c2 bílý pěšec · d2 bílý pěšec | 4 |
| 3 | b8 bílý jezdec · a6 bílý král · d5 černý král · d4 černý pěšec · h4 bílý střelec · a3 černý pěšec · c2 bílý pěšec · d2 bílý pěšec | b8 bílý jezdec · a6 bílý král · d5 černý král · d4 černý pěšec · h4 bílý střelec · a3 černý pěšec · c2 bílý pěšec · d2 bílý pěšec | b8 bílý jezdec · a6 bílý král · d5 černý král · d4 černý pěšec · h4 bílý střelec · a3 černý pěšec · c2 bílý pěšec · d2 bílý pěšec | b8 bílý jezdec · a6 bílý král · d5 černý král · d4 černý pěšec · h4 bílý střelec · a3 černý pěšec · c2 bílý pěšec · d2 bílý pěšec | b8 bílý jezdec · a6 bílý král · d5 černý král · d4 černý pěšec · h4 bílý střelec · a3 černý pěšec · c2 bílý pěšec · d2 bílý pěšec | b8 bílý jezdec · a6 bílý král · d5 černý král · d4 černý pěšec · h4 bílý střelec · a3 černý pěšec · c2 bílý pěšec · d2 bílý pěšec | b8 bílý jezdec · a6 bílý král · d5 černý král · d4 černý pěšec · h4 bílý střelec · a3 černý pěšec · c2 bílý pěšec · d2 bílý pěšec | b8 bílý jezdec · a6 bílý král · d5 černý král · d4 černý pěšec · h4 bílý střelec · a3 černý pěšec · c2 bílý pěšec · d2 bílý pěšec | 3 |
| 2 | b8 bílý jezdec · a6 bílý král · d5 černý král · d4 černý pěšec · h4 bílý střelec · a3 černý pěšec · c2 bílý pěšec · d2 bílý pěšec | b8 bílý jezdec · a6 bílý král · d5 černý král · d4 černý pěšec · h4 bílý střelec · a3 černý pěšec · c2 bílý pěšec · d2 bílý pěšec | b8 bílý jezdec · a6 bílý král · d5 černý král · d4 černý pěšec · h4 bílý střelec · a3 černý pěšec · c2 bílý pěšec · d2 bílý pěšec | b8 bílý jezdec · a6 bílý král · d5 černý král · d4 černý pěšec · h4 bílý střelec · a3 černý pěšec · c2 bílý pěšec · d2 bílý pěšec | b8 bílý jezdec · a6 bílý král · d5 černý král · d4 černý pěšec · h4 bílý střelec · a3 černý pěšec · c2 bílý pěšec · d2 bílý pěšec | b8 bílý jezdec · a6 bílý král · d5 černý král · d4 černý pěšec · h4 bílý střelec · a3 černý pěšec · c2 bílý pěšec · d2 bílý pěšec | b8 bílý jezdec · a6 bílý král · d5 černý král · d4 černý pěšec · h4 bílý střelec · a3 černý pěšec · c2 bílý pěšec · d2 bílý pěšec | b8 bílý jezdec · a6 bílý král · d5 černý král · d4 černý pěšec · h4 bílý střelec · a3 černý pěšec · c2 bílý pěšec · d2 bílý pěšec | 2 |
| 1 | b8 bílý jezdec · a6 bílý král · d5 černý král · d4 černý pěšec · h4 bílý střelec · a3 černý pěšec · c2 bílý pěšec · d2 bílý pěšec | b8 bílý jezdec · a6 bílý král · d5 černý král · d4 černý pěšec · h4 bílý střelec · a3 černý pěšec · c2 bílý pěšec · d2 bílý pěšec | b8 bílý jezdec · a6 bílý král · d5 černý král · d4 černý pěšec · h4 bílý střelec · a3 černý pěšec · c2 bílý pěšec · d2 bílý pěšec | b8 bílý jezdec · a6 bílý král · d5 černý král · d4 černý pěšec · h4 bílý střelec · a3 černý pěšec · c2 bílý pěšec · d2 bílý pěšec | b8 bílý jezdec · a6 bílý král · d5 černý král · d4 černý pěšec · h4 bílý střelec · a3 černý pěšec · c2 bílý pěšec · d2 bílý pěšec | b8 bílý jezdec · a6 bílý král · d5 černý král · d4 černý pěšec · h4 bílý střelec · a3 černý pěšec · c2 bílý pěšec · d2 bílý pěšec | b8 bílý jezdec · a6 bílý král · d5 černý král · d4 černý pěšec · h4 bílý střelec · a3 černý pěšec · c2 bílý pěšec · d2 bílý pěšec | b8 bílý jezdec · a6 bílý král · d5 černý král · d4 černý pěšec · h4 bílý střelec · a3 černý pěšec · c2 bílý pěšec · d2 bílý pěšec | 1 |
|   | a | b | c | d | e | f | g | h |   |

Řešení:
- 1. Jc6!! (hrozí Jb4+, po němž blokuje a-pěšce) Kxc6
- 2. Sf6 Kd5
- 3. d3 a2
- 4. c4 + Kc5 (4 .... dxc3 5). Sxc3 je jednoduchá technická výhra)
- 5. Kb7! a1 = Q (pokud 5. . . Kd6 nebo 5. . . Kb4 pak 6. Bxd4 zastavení pěšce)
- 6. Se7 Šach mat.

## Práce o jeho studiích
- 25 ausgewählte Endspielstudien von Leonid Kubbel (německy), Jan van Reek, 1996.
- Leonid Kubbel's Chess Endgame Studies, TG Whitworth, 2004.
- Леонид Куббель (rusky), J. Vladimirovič a Y. Fokin, 1984.